# Вера Панова
Вера Фьодорова Панова (на руски: Вера Фёдоровна Панова) е руска и съветска писателка.

## Биография
Родена е на 20 март 1905 г. в Ростов на Дон, СССР. Получава известност в годините на управление на Сталин, когато е официално призната за писателка. През 1960-те години литературен секретар на Панова в Ленинград е Сергей Довлатов, който живее с нея в една сграда и когото тя многократно споменава в своите творби със съчувствие. Филмовата кариера на актьора Георгий Данелия започва с филмова адаптация на нейната повест „Серьожа“.
По време на наказателното преследване на Йосиф Бродски съпругът и синът ѝ са сред основните му защитници.
Умира на 3 март 1973 г. в Ленинград. Погребана е в гробището в Комарово край Ленинград.

## Награди
- 1947 – Сталинска награда първа степен – за романа „Спутники“ (1946)
- 1948 – Сталинска награда втора степен – за романа „Кружилиха“ (1947)
- 1950 – Сталинска награда трета степен – за повестта „Ясный берег“ (1949)
- 1965 – орден „Червено знаме на труда“

## Творчество

### Романи
- 1944 – „Евдокия (Семья Пирожковых)“;
- 1946 – „Спутники“;
- 1959 – „Евдокия (Семья Пирожковых)“ (втора редакция);
- 1947 – „Кружилиха“;
- 1953 – „Времена года. Из летописей города Энска“;
- 1956 – „Времена года. Из летописей города Энска“ (втора редакция);
- 1958 – „Сентиментальный роман“;
- 1962 – „Который час? Сон в зимнюю ночь“. Роман-сказка (публикуван през 1981).

### Повести
- 1949 – „Ясный берег“;
- 1955 – „Серёжа“;
- 1964 – „Рабочий посёлок“;
- 1964 – „Рано утром“;
- 1965 – „Саша“;
- 1965 – „Конспект романа“.

### Разкази
- 1959 – „Валя“;
- 1959 – „Володя“;
- 1961 – „Трое мальчишек у ворот“;
- 1962 – „Листок с подписью Ленина“;
- 1962 – „Мальчик и девочка“. Киноразказ;
- 1965 – „Сёстры“;
- 1972 – „Про Митю и Настю“;
- 1973 – „Сергей Иванович и Таня“. Быль.

### Драматургия
- 1939 – „Илья Косогор“ (публикувана през 1958);
- 1940 – „В старой Москве. Картины“ (публикувана през 1957);
- 1942 – „Метелица“ (Военнопленные) (публикувана през 1957);
- 1944 – „Девочки“ (публикувана през 1958);
- 1945 – „Бессонница“ (публикувана през 1985);
- 1961 – „Проводы белых ночей“;
- 1962 – „Как поживаешь, парень?“ Литературен сценарий;
- 1966 – „Сколько лет, сколько зим“;
- 1967 – „Ещё не вечер“;
- 1967 – „Надежда Милованова“ („Верность“; „Поговорим о странностях любви“…);
- 1968 – „Тредьяковский и Волынский“. Историческа драма;
- 1973 – „Свадьба как свадьба“.

### Исторически есета
- 1966 – „Лики на заре. Исторические повести“;
- „Сказание об Ольге“;
- „Сказание о Феодосии“;
- „Феодорец Белый Клобучок“;
- „Кто умирает“;
- 1969 – „Смута. Мозаики“ (публикувано цялостно през 1976);
- „Голод“;
- „Болотников. Каравай на столе“;
- „Чёрный день Василия Шуйского“;
- „Марина. Кому наибольший кусок“;
- „Гибель династии“;
- 1970 – „Жизнь Мухаммеда“ (съвместно с Ю. Вахтин; публикувано през 1990).

### Автобиографични есета
- 1952 – „Заметки прозаика“;
- 1960 – 1961 – „Из американских встреч“ (публикувано цялостно през 1964);
- 1971 – „Из запасников памяти“;
- 1972 – „Из письма“;
- 1973 – „Моё и только моё. О моей жизни, книгах и читателях“ (публикувано цялостно през 1989).